# Margaret J. Winkler
Pour les articles homonymes, voir Winkler.
Margaret J. Winkler (ou M. J. Winkler), née le 22 avril 1895 en Hongrie et morte le 21 juin 1990 à Mamaroneck, est une figure de l'animation durant la période du muet en tant que fondatrice des studios Winkler Pictures. Elle fut la première femme à produire et distribuer des dessins animés. Elle a eu un rôle crucial dans les carrières de Max et Dave Fleischer, Pat Sullivan, Otto Messmer et Walt Disney